# Dan Spracklen
Daniel Spracklen (* um 1944 in Decatur, Illinois) ist ein amerikanischer Informatiker und Computerschachpionier. Zusammen mit seiner Frau Kathe entwickelte er in den späten 1970er-Jahren das Computerschachprogramm Sargon. Anfang der 1980er-Jahre schrieb das Ehepaar die Software für den Schachcomputer Chess Challenger der US-Firma Fidelity Electronics und gewann damit in der Zeit zwischen 1980 und 1984 vier Mal den Weltmeistertitel bei der Mikrocomputer-Schachweltmeisterschaft.

## Leben

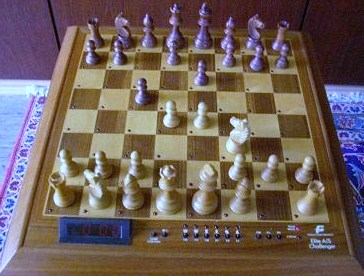
Der Fidelity Elite A/S gewann 1983 und 1984 die Mikro-WM mithilfe der Software der Spracklens

Dan Spracklen wurde am San Diego State College in Mathematik ausgebildet und arbeitete ab 1965 als Computerprogrammierer. 1974 traf er seine spätere Frau Kathe Spracklen. Angeregt durch das BASIC-Listing eines unfertigen Schachprogramms, das dem Ehepaar Spracklen um 1977 in die Hände fiel, beschlossen sie, es selbst zu probieren. Sie entschieden sich für das deutlich effizientere Assembler und nutzten den damals erst kurz zuvor auf dem Markt erschienenen 8-Bit-Mikroprozessor Z80 der amerikanischen Firma Zilog. Die erste Version ihres Schachprogramms Sargon wurde 1978 veröffentlicht und gewann im selben Jahr das Schachcomputerturnier auf der vom 3. bis 5. März im kalifornischen San José stattfindenden West Coast Computer Faire (Computer-Messe).
Anfang der 1980er-Jahre begannen sie mit der Programmentwicklung für die Schachcomputer-Serie Chess Challenger von Fidelity Electronics und gewannen mit dem Fidelity Champion X beziehungsweise dem Fidelity Elite (Bild) vier Mal in Folge den WM-Titel für Mikrocomputer (WMCCC).

## Veröffentlichungen (Auswahl)
- Sargon – A Computer Chess Program mit Kathe Spracklen, Hayden Book Company, 1978, ISBN 0-810-45155-7
- First Steps in Computer Chess Programming mit Kathe Spracklen in BYTE, Vol. 3, Nr. 10, Oktober 1978